# Antoni Baliu
Antoni Baliu Piqué   (Igualada, Barcelona, 13 de enero de 1989) es un jugador español de hockey patines, internacional absoluto con la Selección nacional, que ocupa la demarcación de defensa.